# 香港の鉄道
香港の鉄道（ホンコンのてつどう）では香港における各種鉄道の概要について記す。

## 概要
香港の鉄道は、香港島、九龍半島及びランタオ島とその隣接部にのみ存在している。香港の地下鉄と空港連絡鉄道は総延長200キロ以上で、香港鉄路有限公司（港鉄公司）が経営し、新界にあるライトレールの軽鉄や中国本土と結ぶ路線も経営している。この他、2階建て路面電車の香港トラム、ケーブルカーのピークトラム、索道の昂坪360があり、これらも香港の鉄道輸送網の一翼を担っている。

## 歴史
香港で最初に敷設された鉄道は、香港島の太平山、半山区、中環を結ぶピークトラムで、1888年に開通した。続いて1904年に香港島北部の沿岸に香港電車が開業、1910年には広州と結ぶ九広鉄路英国区間（九廣鐵路英段）が開業した。1979年には地下鉄の観塘線が開業、1982年には九広鉄路英国区間の電化工事が完成、電車による近郊区間輸送を開始した。1988年に屯門、元朗地区に九広軽鉄が開業した。2007年9月2日に地下鉄路公司（MTR）と九広鉄路（KCR）が合併して香港鉄路有限公司（港鉄公司）となり、地下鉄、地上線を一括した鉄道輸送網を形成している。

## 鉄道の種類

### 地下鉄

香港MTRの路線図

- 東鉄線 (East Rail Line)（2007年に九広鉄路より運営権が移管される）
- 観塘線 (Kwun Tong Line)
- 荃湾線 (Tsuen Wan Line)
- 港島線 (Island Line)
- 南港島線 (South Island Line)
- 東涌線 (Tung Chung Line)
- 将軍澳線 (Tseung Kwan O Line)
- 屯馬線 (Tuen Ma Line) （馬鞍山線と西鉄線が直通運転している）
- 迪士尼線（ディズニーランドリゾート線） (Disneyland Resort Line)

### 空港連絡鉄道
- 機場快線（エアポート・エクスプレス） (Airport Express Line)

### ライトレール
- 軽鉄 (Light Rail)（九広鉄路から借りた）

### ロープウェイー（索道）

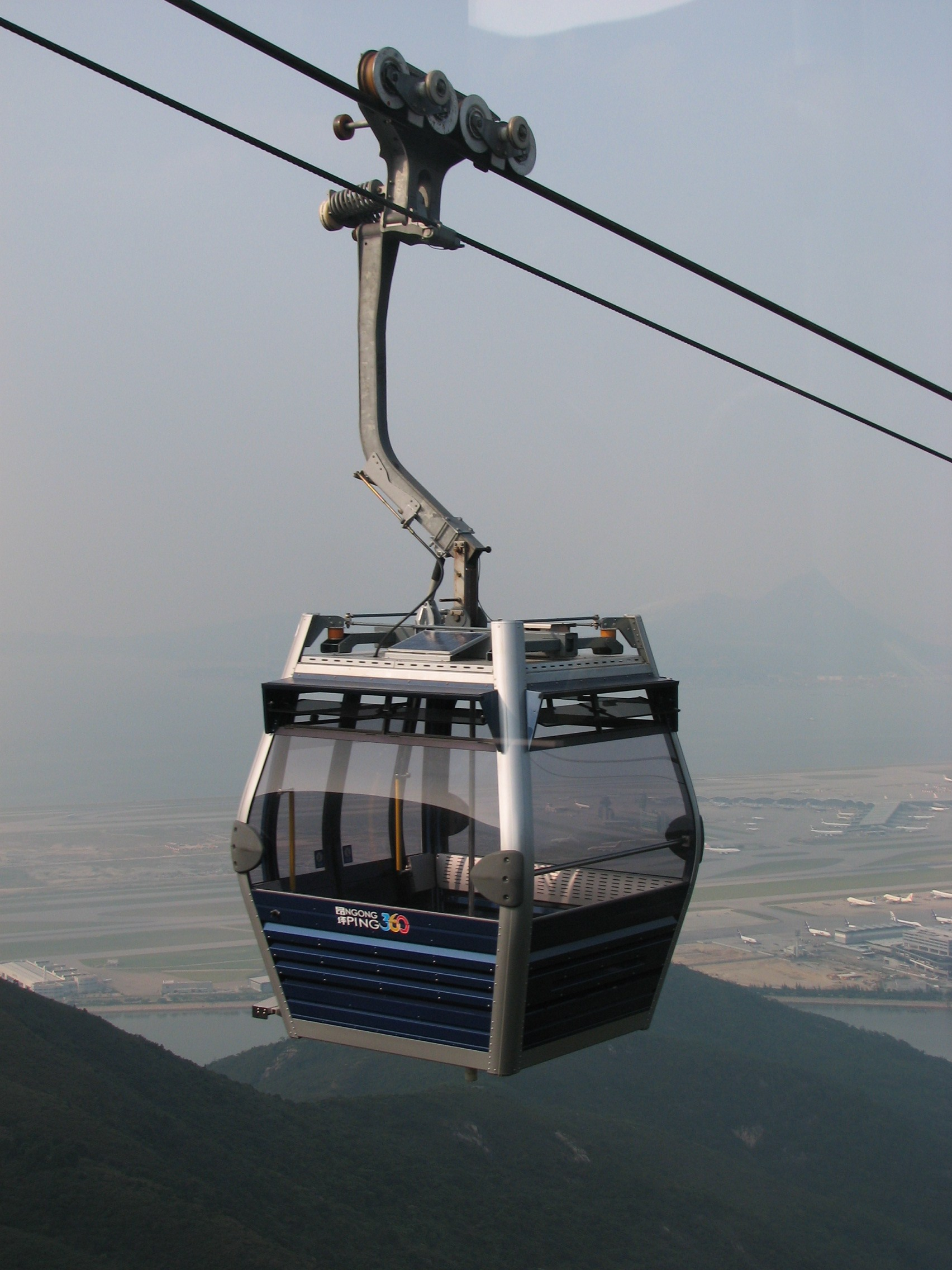
昂坪360

昂坪360は香港ランタオ島の東涌と昂坪（ゴンピン）を結んでいる。

### ケーブルカー（鋼索式鉄道）

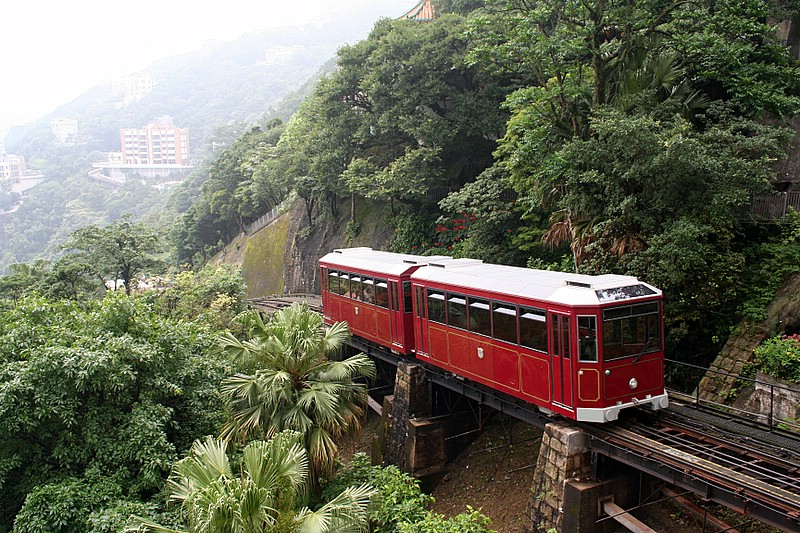
ピークトラム

ピークトラム（山頂纜車)は香港で最初に営業した鉄道（鋼索式）である。

### 路面電車

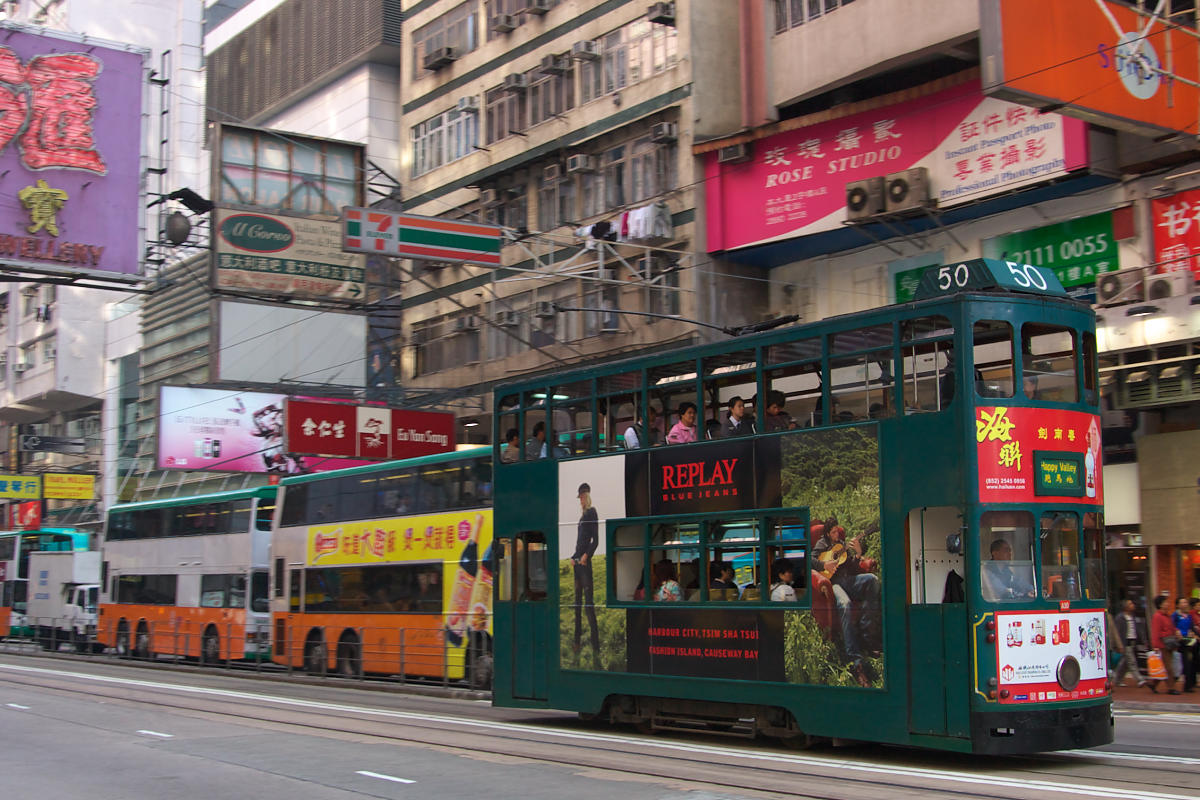
香港トラム

香港トラム（香港電車）は香港島北部地域を東西に結ぶ路線と支線を持つ路面電車である。路面電車としては世界的にも希少な2階建て車両（ダブルデッカー）で運行している。

### 遊園地の鉄道
- 香港海洋公園纜車：香港海洋公園内の索道。
- 香港海洋公園海洋列車：香港海洋公園内の隧道鋼索式鉄道。高峰駅と海濱駅を結ぶ。
- 香港ディズニーランド鉄道:香港ディズニーランド内の観光鉄道。

### 区境を跨ぐ鉄道輸送
- 広深港高速鉄道:中国広東省広州市の広州南駅から東莞市、深圳市を経由して、香港に至る高速鉄道である。2011年8月に深圳北駅までが開通。2018年9月23日に香港西九龍駅までが正式に開通した。
- 城際直通車:紅磡 (ホンハム)駅発着の中国本土行き直通列車が広州東駅（広州市）、北京西駅（北京市）、上海駅(上海市）との間で運転されていた。1910年、九龍（現在のスターフェリー乗り場）～広州間の内、香港側の「九広鉄路英段」（後の九広東鉄、KCR East Rail、東鐵）と、中国広東省側の「九広鉄路華段」を含めた全区間、178.7 km が完成し全通する。2007年12月2日には経営効率化のため既に民営化されていた香港MTRに路線の運営権を委譲し、事実上吸収合併されることになった。新型コロナウイルス感染症の影響により2020年1月28日に運転を取りやめ、代替となる広深港高速鉄道が開通したため廃止されることが2022年に発表された。
- 港深空港鉄路（港深機場鐵路)：香港と深圳市が計画している区境を跨ぐ高速鉄道。香港国際空港と深圳宝安国際空港を結ぶ高速鉄道。